# 840
El 840 (DCCCXL) fou un any de traspàs començat en dijous del calendari julià.

## Esdeveniments
- Lotari I esdevé sacre emperador romanogermànic.
- Els vikings funden Dublín.

## Naixements
- Guifré el Pelós

## Necrològiques
- Lluís el Pietós, rei dels francs